# 高亚丽
高亚丽，中华人民共和国政治人物、全国脱贫攻坚先进个人。

## 生平
高亚丽任镇原县方山乡党委书记。因在脱贫攻坚战中作出突出贡献，2021年2月25日全国脱贫攻坚总结表彰大会上，高亚丽被授予“全国脱贫攻坚先进个人”。